# Euterpe broadwayi
Euterpe broadwayi là loài thực vật có hoa thuộc họ Arecaceae. Loài này được Becc. ex Broadway mô tả khoa học đầu tiên năm 1916.